# Animali impuri

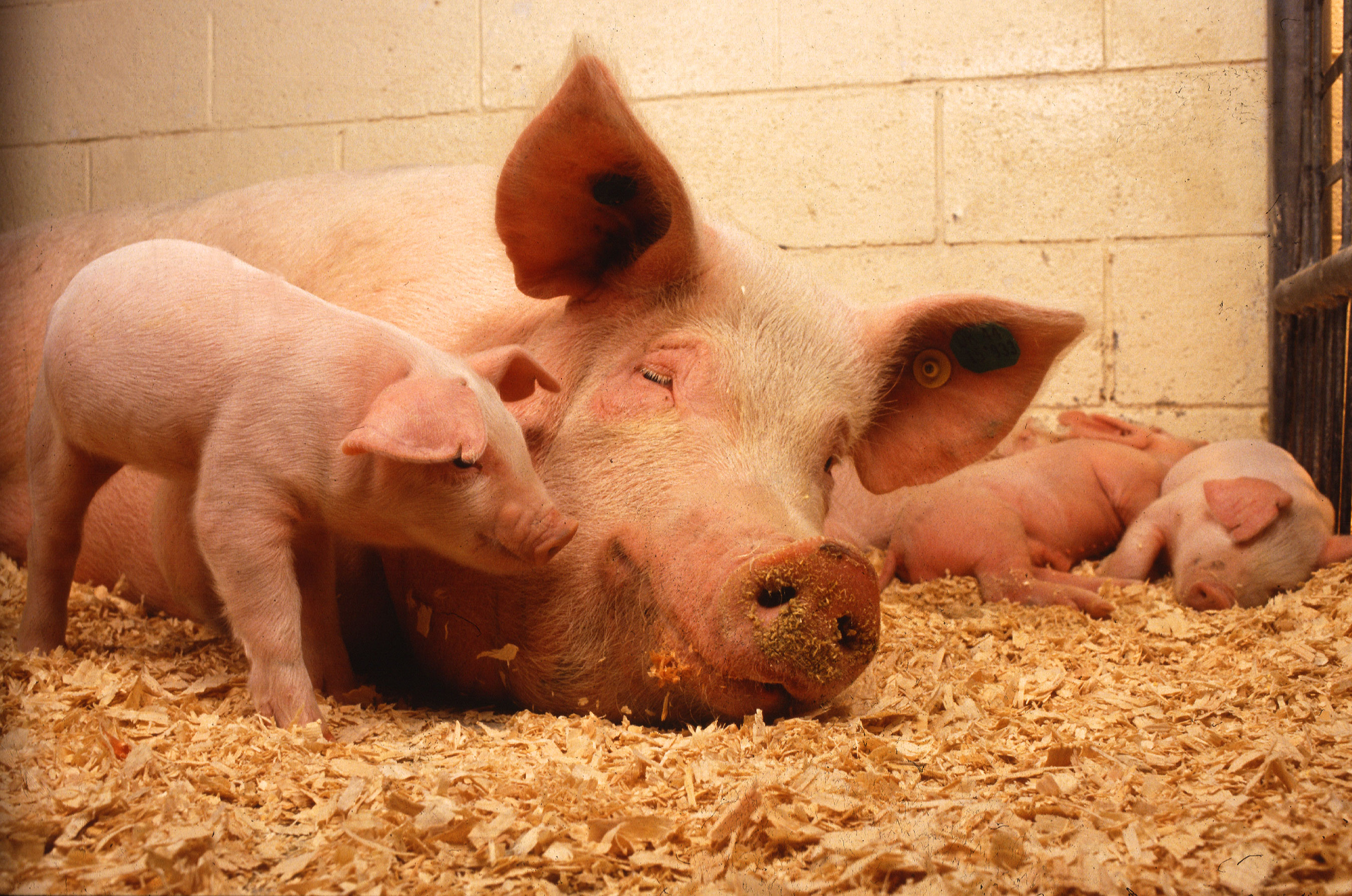
Il maiale è un animale impuro per ebraismo e Islam.

Animali impuri sono quegli animali il cui utilizzo delle carni come cibo per l'uomo, o in alcuni casi anche la loro sola manipolazione, è considerato un tabù. In alcune religioni, le persone che uccidono tali animali si devono purificare per eliminarne gli influssi negativi.

## Legge mosaica
L'osservanza della Legge ebraica spesso aveva benefici effetti sulla salute. Per esempio la Legge richiedeva che presso un accampamento militare gli escrementi umani venissero coperti (De, 23:9-14), offrendo così una notevole protezione dalle malattie infettive portate dalle mosche, quali dissenteria e febbre tifoidea. Si evitava la contaminazione degli alimenti e dell'acqua, perché la Legge dichiarava impuro tutto ciò su cui cadeva morto un animale "impuro", e si dovevano prendere certe precauzioni, fra cui quella di frantumare un recipiente di terracotta così contaminato (Le, 11:32-38).
Pure interessante è la seguente dichiarazione: "Gli aspetti profilattici erano fondamentali in questa legislazione, che quando era osservata contribuiva molto alla prevenzione di polioencefalite portata da alimenti, febbri intestinali, intossicazioni da cibo e vermi parassiti. L’insistenza sul mantenimento di una riserva idrica pura era il mezzo più efficace per prevenire l’insorgere e il diffondersi di malattie come amebiasi, febbri del gruppo enterico, colera, schistosomiasi e spirochetosi ittero-emorragica. Tali misure profilattiche, che costituiscono una parte fondamentale di qualsiasi sistema sanitario, avevano particolare importanza per il benessere di una nazione che viveva in condizioni primitive in una regione subtropicale della terra".
Un altro medico ha messo in risalto come presso le nazioni che circondavano l'antico Israele una legislazione sanitaria esisteva, se mai, solo in forma elementare, e ha affermato: "È ancora più sorprendente dunque che in un libro come la Bibbia, che a quanto si dice non sarebbe scientifico, ci debba essere un codice sanitario, ed è altrettanto sorprendente che una nazione appena uscita dalla schiavitù, spesso soggetta a invasioni nemiche e più volte portata in cattività, avesse fra le sue leggi scritte un codice sanitario così saggio e ragionevole. Questo è stato riconosciuto da fonti veramente autorevoli, anche da quelle che non hanno grande interesse per gli aspetti religiosi della Bibbia".
Secondo la Legge, la lepre e il maiale erano due degli animali che gli israeliti non potevano mangiare. (Le, 11:4-8) A questo proposito Short dichiara: "È vero, noi mangiamo il maiale, il coniglio e la lepre, ma questi animali sono soggetti a infezioni parassitarie e si possono mangiare impunemente solo se ben cotti. Il maiale si nutre di cose immonde, ed è portatore di due vermi, la trichina e un tipo di tenia, che si possono trasmettere all’uomo. Nelle condizioni presenti in questo paese il pericolo è minimo, ma sarebbe stato ben diverso nella Palestina dell’antichità, ed era meglio evitare cibi del genere".

## Ebraismo
Secondo la religione ebraica, gli animali possono essere classificati dal punto di vista alimentare come "puri" o "impuri" in base a precise regole. Quasi nessuno degli animali puri (o impuri) è citato espressamente, ma ci si rifà appunto a regole generali. Ad esempio, il più noto animale impuro è il maiale, ma lo è anche il cavallo. Il primo perché non è un ruminante mentre il secondo per la mancanza di zoccolo spaccato.

I fissipedi, cioè animali con unghia fessa, comprendono i ruminanti e il maiale e sono tra l'altro i soli sensibili all'afta epizootica;
 il cavallo, il mulo e l'asino sono solipedi ed hanno un'unghia sola.
Nel Levitico, terzo libro dell'Antico Testamento, è presente una lunga lista degli animali che possono essere mangiati:

## Islam
Nell'Islam certi animali possono ingenerare impurità rituale (hadath) in chi ne dovesse mangiare le carni.
Sono considerate vietate e impure le carni di animali quali il maiale, il cinghiale, il cane, l'asino, e il mulo. È vietato mangiare le carni dei carnivori, dell'elefante e dell'orso, anche se esistono divergenze circa le carni degli animali "in grado di sbranare" e che abbiano aggredito l'uomo, il consumo delle cui carni, secondo la scuola medinese che poi si cristallizzò nel Malikismo, sarebbe allora del tutto proibito.

Riguardo al cane: 
“Chi tiene un cane in casa, le sue buone azioni diminuiranno ogni giorno di un qeeraat [unità di misura], a meno che non sia un cane da caccia o protezione”.
[Riportato da Al-Bukhaari (2145)]
“Chiunque tenga un cane che non è un cane da caccia o per la protezione del bestiame o del raccolto, due qeeraat saranno detratti dal suo premio ogni giorno”.
[Riportato da Muslim (2978)]
Molti musulmani si basano su tali hadith per quanto concerne il divieto di tenere un cane nelle proprie case, eccetto che per il caso di cani da caccia o protezione.
Ci sono anche storie nella tradizione islamica che raccontano di persone che sono state perdonate per i loro peccati passati attraverso la misericordia che hanno mostrato nei confronti di un cane.
"Una prostituta fu perdonata da Allah, perché, passando accanto a un cane ansimante vicino a un pozzo e vedendo che il cane stava per morire di sete, si tolse la scarpa e legandola con il suo velo tirò fuori un po’ d’acqua per poi dissetarlo. Quindi, Allah le perdonò i peccati a causa di ciò”.
“Un uomo ebbe molta sete mentre era in viaggio, lì incontrò un pozzo, scese nel pozzo, placò la sua sete e ne uscì. Nel frattempo vide un cane che ansimava e leccava il fango a causa dell’eccessiva sete. Perciò disse a se stesso: “Questo cane sta morendo di sete proprio come me poco prima”. Così, scese di nuovo nel pozzo, riempì la sua scarpa con dell’acqua e la diede da bere al cane. Allah lo ringraziò per quell’azione e lo perdonò”.
Il fatto che il maiale sia proibito, cibarsene non significa affatto che sia un animale "maledetto", o che possa venire maltrattato: la crudeltà, l'oppressione e la negazione dei diritti di ogni creatura è un peccato ed è proibita.